# Грешки на природата
„Грешки на природата“ (на английски: Freaks of Nature) е американски комедиен филм на ужасите от 2015 г. на режисьора Роби Пикъринг, по сценарий на Орън Узиел. Във филма участват Никълъс Браун, Макензи Дейвис, Джош Фадем, Джоан Кюсак, Боб Оденкърк, Кийгън Майкъл-Кий, Ед Уестуик, Патън Освалт, Ванеса Хъджинс и Денис Лиъри. Премиерата на филма е на 30 октомври 2015 г. от „Кълъмбия Пикчърс“.